# Universitat de Nancy
La Universitat de Nancy (francès: Université de Nancy) va ser una universitat francesa situada a la ciutat de Nancy, al departament de Meurthe i Mosel·la en la regió del Gran Est. Comprenia una agrupació d'establiments d'ensenyament superior i de recerca dividit segons les seves competències entre la Universitat de Nancy I (ciències), la Universitat de Nancy II (lletres i humanitats) i l'Institut Nacional Politècnic de Lorena (enginyeries).

## Història
La universitat de Nancy va ser fundada en 1572 per la voluntat del duc de la Lorena Carles III, i del cardenal Carles de Lorena (1524-1574). Originalment la universitat va ser emplaçada a la propera ciutat de Pont-à-Mousson, i va ser creada per butlla papal de Gregori XIII el 5 de desembre de 1572, va ser confiada als jesuïtes.
Poc temps després de l'annexió del ducat de la Lorena a França el 1766 la universitat va ser traslladada al centre de la ciutat de Nancy per edicte real de Lluís XV de França el 1769.
El 1793 com a resultat de la revolució la universitat va ser suprimida per la Convenció Nacional i els seus antics edificis van acollir la biblioteca del rei Stanislas i van esdevenir biblioteca municipal de Nancy i Acadèmia Stanislas.
El 1854 la universitat va ser restablida ocupant el nou palau de la universitat construït el 1864 a la plaça Carnot gràcies a l'acció del Lotharingista Prosper Guerrier de Dumast.
La universitat de Nancy va ser la tercera universitat civil a rebre la Legió d'Honor a l'octubre de 1932, a mitjan segle xx va ser objecte d'una gran expansió geogràfica amb la construcció de nous campus.
El 1970 la universitat va ser dividida en tres entitats, Universitats de Nancy I, Nancy II i l'Institut nacional politècnic de Lorena (INPL).
El 2005 les tres universitats es van agrupar en una federació universitària amb el nom de Nancy-Université.
El 2012, va fusionar-se amb les altres universitats de Nancy i la de Metz per a formar la Universitat de Lorena.